# Эзо-Прель
Эзо́-Прель (фр. Aiseau-Presles, валлон. Åjhô-Préle / Aujau-Préle / Ojô-Préle) — коммуна в Валлонии, расположенная в провинции Эно, округ Шарлеруа. Принадлежит Французскому языковому сообществу Бельгии. На площади 22,19 км² проживают 10 754 человека (плотность населения — 485 чел./км²), из которых 47,70 % — мужчины и 52,30 % — женщины. Средний годовой доход на душу населения в 2003 году составлял 10 942 евро.
Почтовый код: 6250. Телефонный код: 071.

## Известные уроженцы
- Фурмуа, Теодор (1814—1871) — бельгийский художник- пейзажист и гравёр.